# Никопољски крсташки рат
Никопољски крсташки рат водио се против Турака да би се ослободило балканско полуострво од Турака и био је део многобројних Крсташких ратова против Османлија.

## Узрок
У јулу 1393. године пало је Трново и срушено је Јужно Бугарско царство. Бугарски цар Јован Шишман, био је заробљен и у заробљеништву је умро. Емир Бајазит покоривши Јужну Бугарску, умешао се у влашке односе и помогао влашким бољарима да збаце свог војводу Мирчу. Мирча је одмах потом побегао краљу Жигмунду, да му овај помогне. Краљ Жигмунд Луксембуршки је то оберучке прихватио, јер му је било стало да заштити и очува Угарску. Кад је Бајазит чуо за то, дошао је са својом армијом из Сера у Бугарску, са својим вазалима Марком Мрњавчевићем, Константин-бегом Дејановићем и Стефаном Лазаревићем. Те две војске су се сусреле 17. маја на Ровинама, код Арада, у данашњој Румунији. Турци су овог пута били катастрофално поражени, а у бици су погинули и Марко Краљевић и Константин. Тај турски пораз пробудио је велике наде међу хришћанима, а Жигмунд је почео да скупља крсташе и ствара хришћанску лигу.

## Европа се одазива
Угарски краљ Жигмунд Луксембуршки почео је да скупља крсташе за рат против Османлија. На западу је било одазива, а највише на фрнцуском двору, који му је послао: свога Јована II Неустрашивога, владара Невере, војводу Филипа од Араса и Еа, маршала Жана ле Мангра, витеза, генерала и адмирала Жана де Вијене и витеза Жана де Куруза. У јулу 1396. године Француско-англо-пољско-немачка крсташка војска је стигла у Будим где се спојила са угарско-чешком војском.

## Пад Видина
Та војска од 130.000 људи, у којој је било 6.000 француза, била је превише самоуверена. Мислила је да ће лако продрти до Адријанопоља и Босфора, па чак и до Јерусалима. У Видину крсташима се предао цар Јован Страцимир.

## Опсада Никопоља
Млетачка и Ђеновшка флота је 10. септембра стигла код града Никопоља, чији заповедник је био Доган-бег. Хришћани су били очајни, јер се град налазио на веома неприступачном месту, па су почели да копају тунеле да би ушли у град, али због турске опсаде града 1393., зидови су били крхки. Хришћани су потом опколили град, али срећом по турке за ту опсаду је чуо султан Бајазит I, који се налазио на опсади Цариграда. Он је одмах кренуо ка Андријанопољу, где је позвао румалијског и анадолијског беглербега који су му се придружили. Једног од њих двојице је оставио под Цариградом, а са другим кренуо ка Великом Трнову. Код Филипопоља му се придружио његов веома лојалан вазал Стефан Лазаревић, који је пристигао из Софије. Остатак војске му се пидружио 21. септембра у Великом Трнову.

## Битка код Никопоља и њен ток
25. септембра у бици код Никопоља, погинуло је много Турака и мање од 10.000 крсташа. Јован де Невер се борио са таквим ентузијазмом и храброшћу да је добио надимак Неустрашиви. Кад је турски султан Бајазит I намеравао да се повуче у помоћ му је прискочио српски кнез Стефан Лазаревић са 5.000 Срба, јуришавши баш тамо где је била Жигмундова застава. Власи су приметивши обрт среће побегли са бојног поља. У одбрани Жигмунда погинуо је одред Жана де Вијене и Жана де Куруза, док су Жан ла Мангр и Јован Неустрашиви, заробљени, исто тако заробљена је и енглеска војска под Ингелрамом де Кусијем.
Жигмунда је на Дунаву спасила млетачка флота.

## Последице
Они који су бежали преко Влашке били су хватани и мучени. Остатак француске војске је у Рахову поубијао заробљене Турке. Турци су продрли дубоко у Влашку и опљачкали је. Јован, Филип од Еа и Жан ла Мангр су се на крају ослободили плаћањем откупа од 200.000 дуката и вратили у Француску. После победе Стефан Лазаревић је добио Косово од Угарског присталице Вука Бранковића.